# Моркенешть
Моркенешть, Моркенешті (рум. Morcănești) — село у повіті Алба в Румунії. Входить до складу комуни Пояна-Вадулуй.
Село розташоване на відстані 330 км на північний захід від Бухареста, 62 км на північний захід від Алба-Юлії, 66 км на південний захід від Клуж-Напоки, 148 км на північний схід від Тімішоари.

## Населення
За даними перепису населення 2002 року у селі проживали 35 осіб, усі — румуни. Усі жителі села рідною мовою назвали румунську.